# Henry Moret
Henry Moret (geboren am 12. Dezember 1856 in Cherbourg; gestorben am 5. Mai 1913 in Paris) war ein französischer Blumen-, Landschafts- und Marinemaler des Post-Impressionismus.

## Leben
Moret war der Sohn des Garnisonsoffiziers Edouard Moret und dessen Frau Magdeleine (geborene Flinck). Er begann im Jahr 1875 seinen Militärdienst im 62e régiment d’infanterie in Lorient. Hier wurde er etwa um diese Zeit durch seinen Kommandeur Jules La Rousse La Villette (1834–1921) mit dem Marinemaler Ernest Corroller bekanntgemacht. Durch Corroller wurde Moret in den akademischen Malstil eingeführt, wobei er mit früheren Meistern der französischen Landschaftsmalerei wie Jean-Baptiste Camille Corot und Gustave Courbet in Berührung kam. Wie diese verwendete er eher dunkle, gedämpfte Töne. Corroller führte Moret in die Freilichtmalerei ein. Am 22. März 1876 konnte er aufgrund diese Vorbereitungen ein Studium an der École des Beaux-Arts in Paris beginnen. Er arbeitete im Atelier von Rudolf Lehmann und wurde ein Schüler der Historienmaler Jean-Léon Gérôme und Jean-Paul Laurens. Er hatte im Jahr 1880 seine erste Ausstellungsteilnahme beim Pariser Salon, wo er mit dem Gemälde La plage de Locqueltas à marée basse; Côte de Bretagne (Der Strand von Locqueltas bei Ebbe; Küste der Bretagne) vertreten war. In dieser Zeit erinnerten seine Bilder an die Traditionen der Schule von Barbizon. 1893 verliebte Moret sich in die Schneiderin Célina Chatenet, die er im Jahr 1910 heiratete. Sie unterstützte ihn finanziell, bis er 1895 selbst genügend Geld verdiente. 1888 kam er nach Pont-Aven, wo er unter anderem durch die Maler Claude Monet und Paul Gauguin beeinflusst wurde. Er malte überwiegend Landschaften und Bilder mit maritimen Motiven. Nachdem Gauguin 1891 Pont-Aven verlassen hatte, begann Moret einen eigenen Stil zu entwickeln, der eine Synthese aus Impressionismus und der Schule von Pont-Aven war. Seit 1895 stand er mit Paul Durand-Ruel in Kontakt, der mehrere Galerien in Paris und New York betrieb und dort insbesondere Werke des Impressionismus ausstellte. Für den Galeristen Durand-Ruel fertigte er über 600 Gemälde, die teilweise in Paris und New York ausgestellt wurden. Moret stellte zudem sieben seiner bretonischen Gemälde im Salon des Indépendants aus. Es entstanden zunehmend Landschaften mit effektvollen Lichtverhältnissen, tosender Brandung oder leuchtenden Sonnenuntergängen. Moret fertigte zudem rund 800 Aquarelle und Zeichnungen an.

## Werke (Auswahl)
- La rivière de Belon 1890
- Dunes à Egmond 1900
- La Riviere de Pont-Aven
- Blick auf Bucht mit Segelboot, um 1912

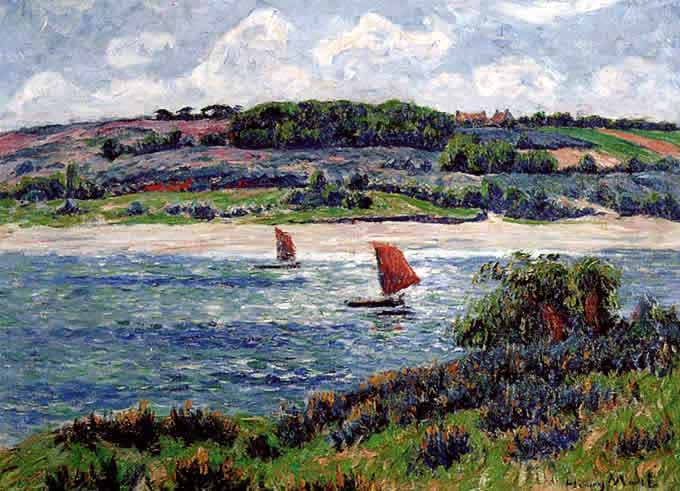
La rivière de Belon
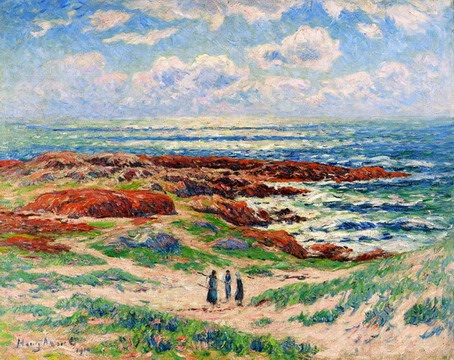
Dunes à Egmond
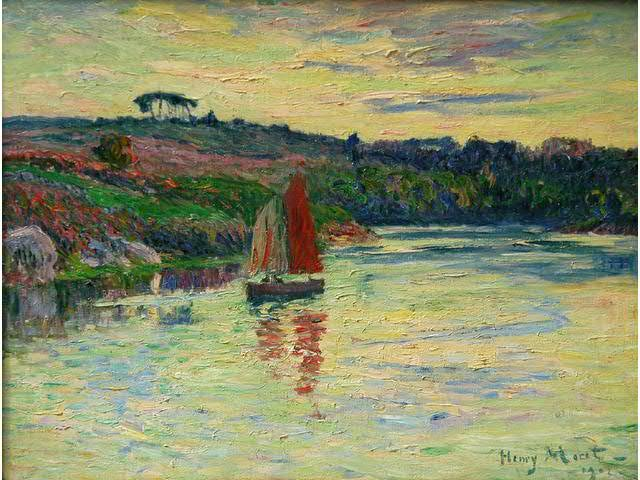
La Riviere de Pont-Aven
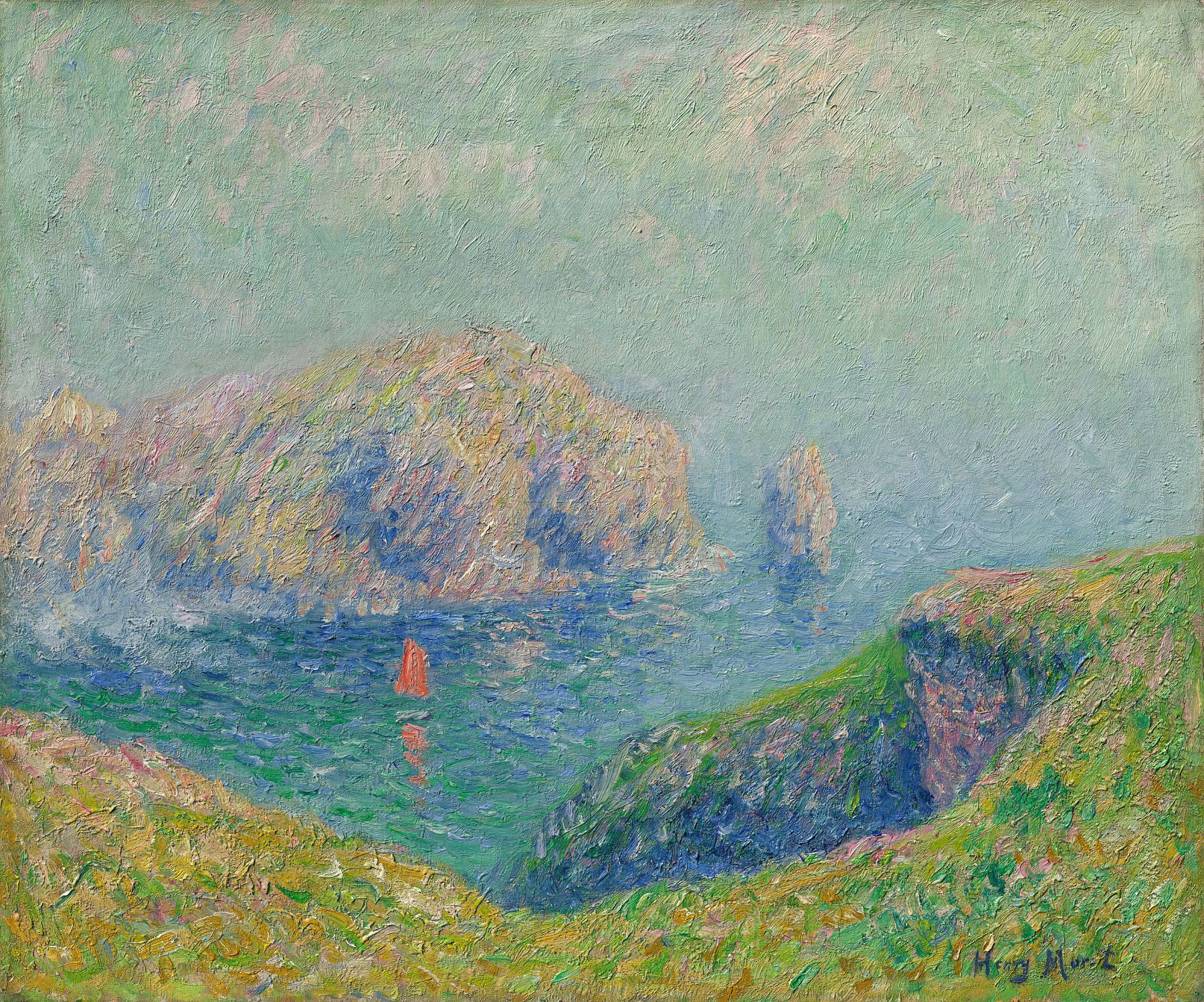
Blick auf Bucht mit Segelboot

## Ausstellungen (Auswahl)
- Henry Moret, aquarelles et peintures 1856–1913. 26. Juni bis 26. September 1988 im Musée de Pont-Aven[5]
- Henry Moret – un paysagiste de l’École de Pont-Aven. 27. Juni bis 19. Oktober 1998 im Musée des beaux-arts in Quimper[6]
- Impressionismus. Die Kunst der Landschaft. 21. Januar bis 28. Mai 2017 im Museum Barberini, Potsdam.